# Ordinul Sfântul Ștefan al Ungariei
Ordinul Sfântului Ștefan (în maghiară Szent István rend) a fost un ordin cavaleresc austriac fondat de împărăteasa Maria Tereza în anul 1764.
În 1938 Miklós Horthy a preluat atribuțiile de mare maestru în calitate de regent al Ungariei. Numele ordinului a fost schimbat în Ordinul Regal Maghiar al Sfântului Ștefan (în germană Königlich Ungarischer Sankt-Stephans-Orden, în latină Ordo Equitum Sancti Stephani Regis (Hungariae) Apostolici).
Ordinul a fost desființat în momentul proclamării Republicii Ungaria în 1946. A fost reinstituit în 2011 ca Ordinul Maghiar al Sfântului Ștefan și rămâne până în prezent cel mai înalt ordin al Ungariei.

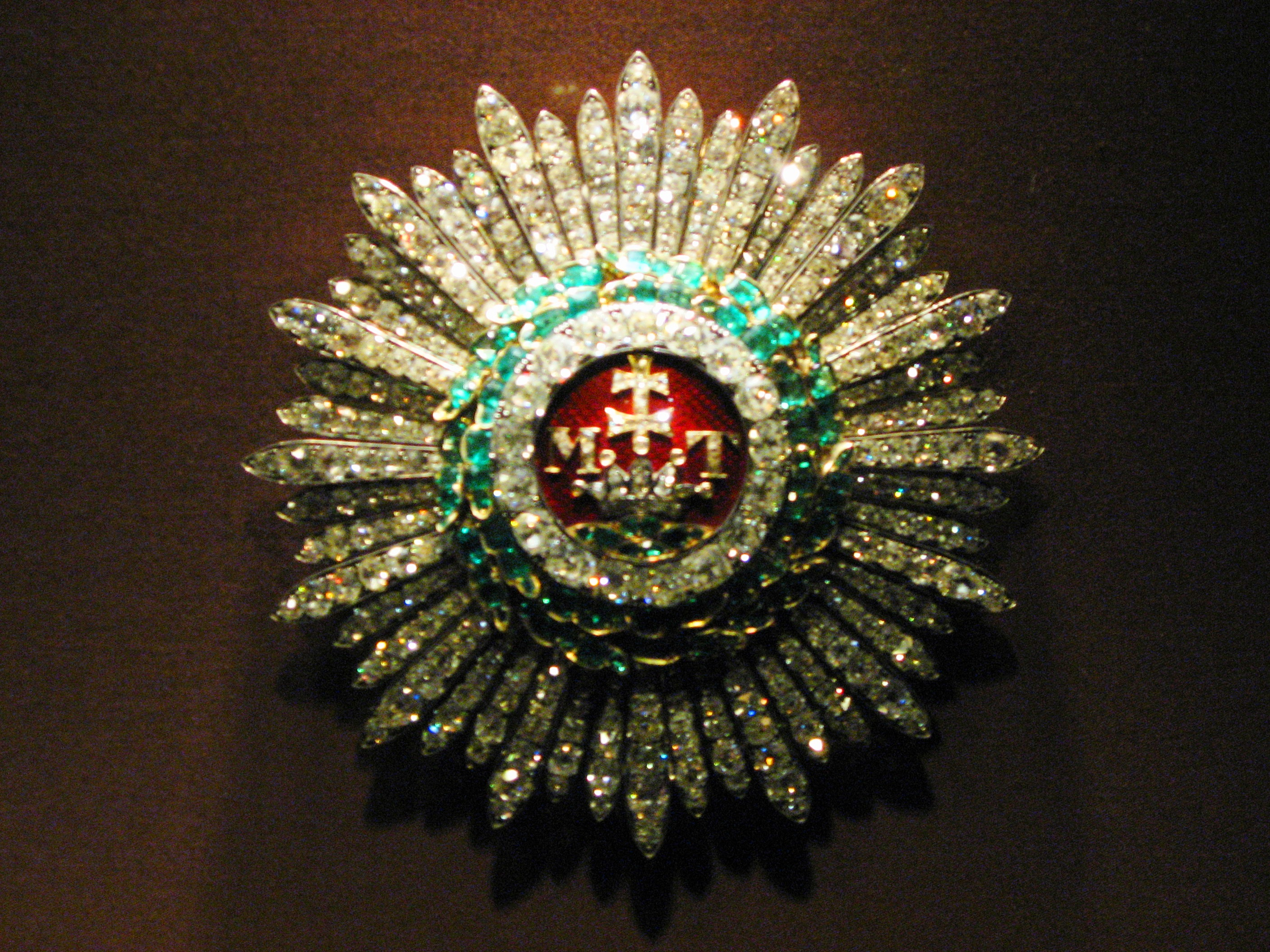
Marea Cruce a Ordinului Regal Maghiar al Sfântului Ștefan

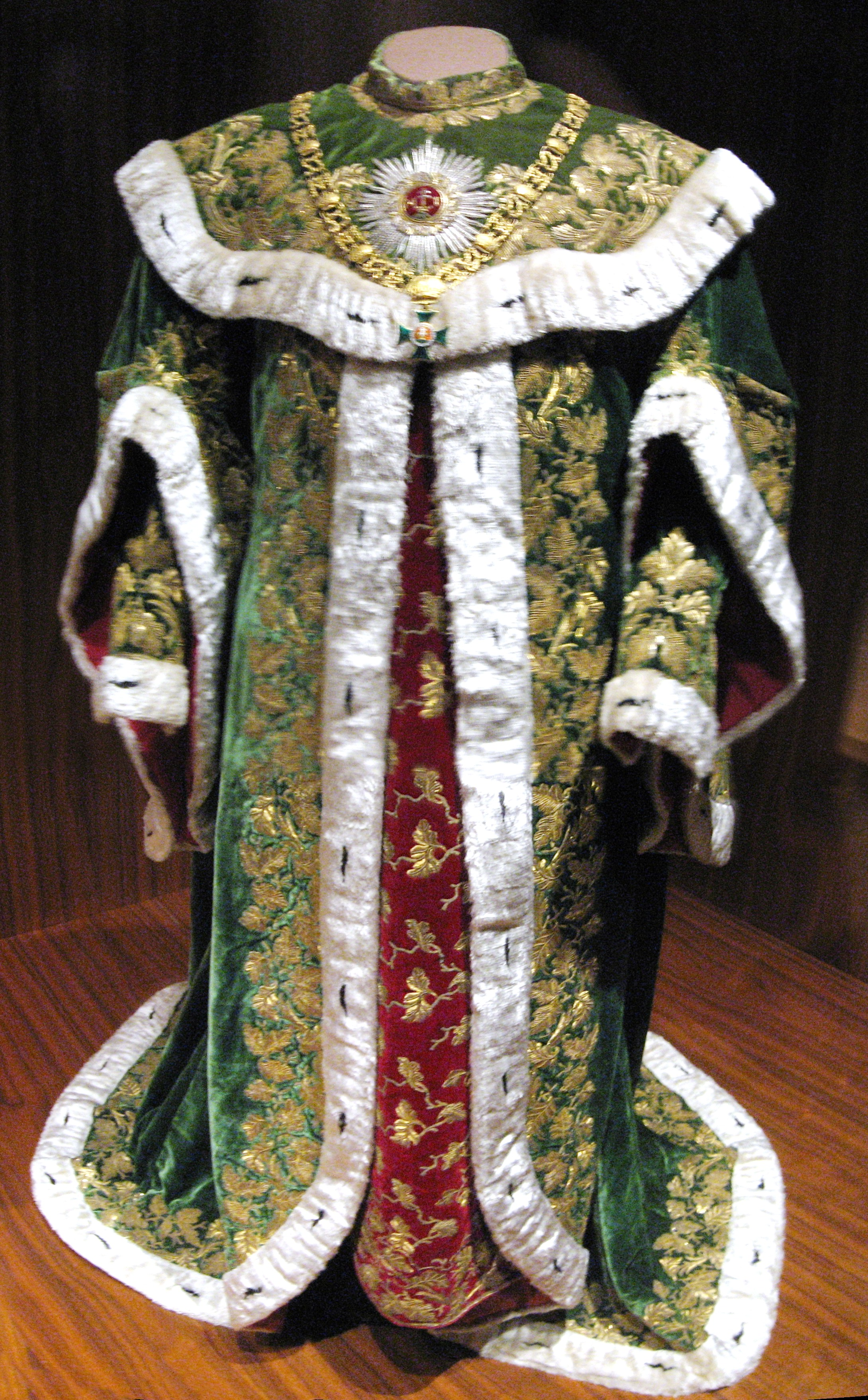
Pelerina și toga unui cavaler al ordinului

## Crearea ordinului și condițiile de obținere a calității de membru

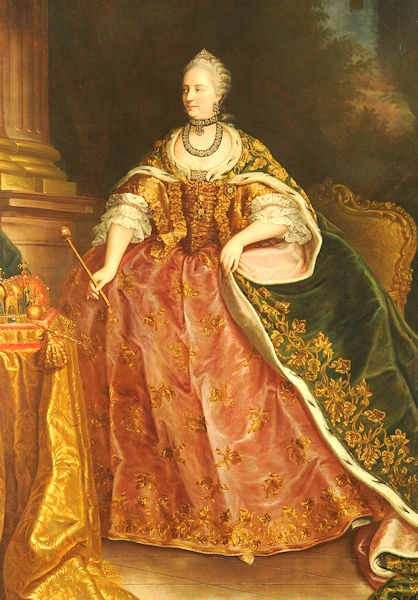
Maria Tereza, fondatoarea ordinului și primul mare maestru, purtând roba Ordinului

Împărăteasa Maria Tereza și fiul ei, împăratul Iosif al II-lea, au făcut mai multe concesii politice pentru a reduce tensiunile în imperiul lor — mai ales între Austria și Ungaria, iar una dintre ele a fost crearea acestui ordin. Calitatea de membru putea fi deținută de diferiții membri ai nobilimii maghiare. Pentru a primi ordinul, potrivit istoricului și colecționarului Stephen Herold,
| “ | o persoană trebuia să aibă cel puțin patru titluri de noblețe care să-i arate vechimea statutului nobiliar. Ordinul a contribuit la promovarea poziției ei (Maria Tereza) ca regină a Ungariei și a consolidat poziția cvasiindependentă a Ungariei în cadrul imperiului. Statutul inițial permitea acordarea a doar 20 de mari cruci, a 30 de cruci de cavaler comandor și a 50 de cruci de cavaler care trebuiau să fie „distinși pentru virtute, merite și origine nobilă”. Cavalerii Marii Cruci erau considerați atât de importanți încât împăratul trebuia să li se adreseze cu apelativul „vere”. Aceste însemne trebuiau să fie returnate Cancelariei Ordinului la moartea titularului. Nu exista o atribuire a ordinului pentru merite militare. Decorațiile sunt rare astăzi, chiar și decorațiile moderne ale Sf. Ștefan sunt rareori văzute. Aceasta se datorează probabil faptului că, mai mult decât orice alt ordin austriac, Ordinul Sf. Ștefan avea un caracter aproape ideal, așa cum este prezentat în statutele și regulamentele sale. | ” |

## Însemne
- Marea Cruce – Pentru scopuri ceremoniale era folosit un set complet de haine, urmând tradiția altor ordine precum Ordinul Lâna de Aur și Ordinul Jartierei. Robele erau purpurii și verzi și erau căptușite cu blană de hermină. Un guler aurit era purtat la gât și pe umeri, cu insigna ordinului suspendată de un colan. În situații normale era purtată o eșarfă purpurie, tivită cu verde, pe umărul drept și extinsă la șoldul stâng, având insigna ordinului suspendată de guler. O stea cu opt colțuri era purtată în partea stângă a pieptului. În ultimele zile ale monarhiei, mai ales în timpul Primului Război Mondial, a fost autorizată o purtare mai puțin formală prin care o miniatură (o așa-numită „kleine Decoration”) a stelei de pe piept era fixată în centrul panglicii unei cruci de cavaler și era purtată în partea stângă a pieptului, alături de alte ordine și medalii militare, în ordinea importanței.
- Cavaleri Comandori – purtau insigna ordinului la gât, suspendată de o panglică purpurie tivită cu verde. În timpul Primului Război Mondial, o variantă miniaturală din aur a coroanei Sf. Ștefan era purtată pe o cruce de cavaler pentru a-i deosebi de cavaleri și de cavalerii Marii Cruci era purtată în partea stângă a pieptului, alături de alte ordine și medalii militare, în ordinea importanței.
- Cavaleri – purtau insigna ordinului, suspendată de o panglică triplă purpurie, cu margini verzi, în partea stângă a pieptului, alături de alte ordine și medalii militare, în ordinea importanței.

## Listă parțială de membri
Lista următoare este o listă parțială a cavalerilor Ordinului Regal Maghiar al Sfântului Ștefan, pe baza mai multor surse enumerate în bibliografie. O listă aproape completă, MAGYAR KIRÁLYI SZENT ISTVÁN REND, este disponibilă online în limba maghiară.

### Marii maeștri

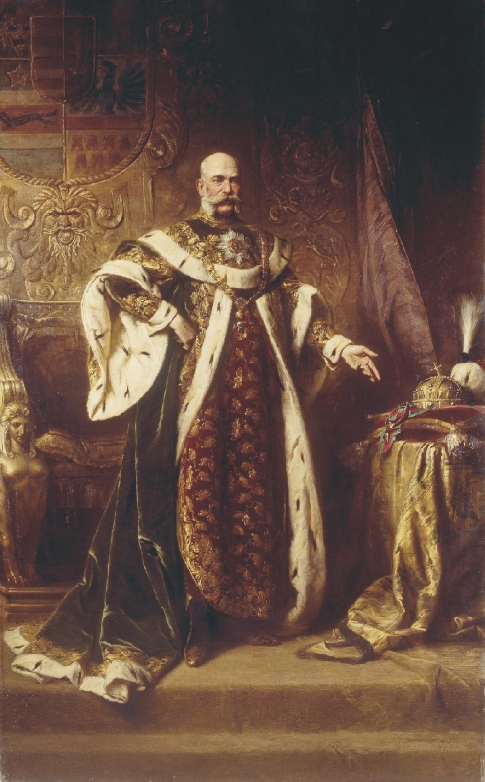
Împăratul Franz Josef I al Austro-Ungariei, al șaselea mare maestru, purtând roba Ordinului

- Împărăteasa Maria Tereza (13 mai 1717 – 29 noiembrie 1780), 1764-1780
- Împăratul Iosif al II-lea (13 martie 1741 – 20 februarie 1790), 1780-1790
- Împăratul Leopold al II-lea (5 mai 1747 – 1 martie 1792), 1790-1792
- Împăratul Francisc I (12 februarie 1768 – 2 martie 1835), 1792-1835
- Împăratul Ferdinand I (19 aprilie 1793 – 29 iunie 1875), 1835-1848
- Împăratul Franz Joseph I (18 august 1830 – 21 noiembrie 1916), 1848-1916
- Împăratul Carol I (17 august 1887 – 1 aprilie 1922), 1916-1922; a fost detronat din rangul de împărat și rege după Primul Război Mondial, dar nu a abdicat; a fost beatificat („Fericitul Carol I”) de papa Ioan Paul al II-lea în 2004
- Vitéz Miklós Horthy (18 iunie 1868 – 9 februarie 1957), 1938-1944
- Otto von Habsburg (20 noiembrie 1912 – 4 iulie 2011); a demisionat din rangul de șef al Casei de Habsburg în ianuarie 2007, în favoarea fiului său Karl.
- Karl von Habsburg (n. 11 ianuarie 1961), 2007–prezent

## Ordinul Sf. Ștefan -Regatul Ungariei(1764-1918)

### Cavaleri ai Marii Cruci
- Prințul Wenzel Anton von Kaunitz (în cehă: Václav Antonin Kounic; 1711 – 1794), diplomat și consilier de politică externă al împărătesei Maria Tereza, cancelarul de stat și consilier privat al lui Iosif al II-lea
- Carl Friedrich Hatzfeldt zu Gleichen (14 septembrie 1718 – 5 septembrie 1793), om de stat austriac; învestit cu Marea Cruce a Ordinul Regal Maghiar al Sfântului Ștefan la 6 mai 1764
- Prințul Anton Esterházy de Galantha (11 aprilie 1738 – 22 ianuarie 1794), căpitanul al Gărzii Maghiare; membru al Ordinului „Lâna de Aur”; fiul feldmareșalului prinț Nicholas (în maghiară „Miklós”) Esterházy, protector principal al lui Joseph Haydn; nepotul al feldmareșalului Pal II Antal Esterházy
- Arhiducele Ferdinand de Austria-Este (1 iunie 1754 – 24 decembrie 1806), al patrulea fiu al împăratului Franz I Ștefan și al împărătesei Maria Tereza; moștenitorul prezumtiv al Ducatului de Modena
- Arhiducele Maximilian Franz al Austriei (1756 – 1801), al cincilea fiu al împăratului Franz I Stephen și al împărătesei Maria Tereza; marele maestru al Ordinului Teutonic; arhiepiscop și elector de Köln
- Albert, Duce de Saxonia-Teschen (11 iulie 1738 – 10 februarie 1822), soțul arhiducesei Maria Christine, ginerele împăratului Franz I Stephen și al împărătesei Maria Tereza și cumnat al împăraților Iosif al II-lea și Leopold al II-lea
- Feldmareșalul Karl Josef gróf Batthyany (28 aprilie 1697 – 15 aprilie 1772), feldmareșal al Ungariei
- Samuel von Brukenthal (1721 – 1803), guvernator al Transilvaniei, consilier personal al împărătesei Maria Tereza.
- Ferdinand al III-lea, mare duce de Toscana (6 mai 1769 – 18 iunie 1824), al doilea fiu al împăratului Leopold al II-lea
- Arhiducele Carol, duce de Teschen (5 septembrie 1771 – 30 aprilie 1847), al treilea fiu al împăratului Leopold al II-lea; feldmareșal al Austriei
- Arhiducele Alexandru Leopold de Austria (14 august 1772 – 12 iulie 1795), al patrulea fiu al împăratului Leopold al II-lea; palatin/regent al Ungariei
- Arhiducele Joseph, palatin al Ungariei (9 martie 1776 – 13 ianuarie 1847), al cincilea fiu al împăratului Leopold al II-lea
- Arhiducele Johann de Austria (20 ianuarie 1782 – 11 mai 1859), al șaselea fiu al împăratului Leopold al II-lea; regent al Ducatului de Stiria, naturalist, industriaș
- Arhiducele Rainer de Austria (30 septembrie 1783 – 16 ianuarie 1853), al șaptelea fiu al împăratului Leopold al II-lea; vicerege al Regatului Lombardia-Veneția
- Arhiducele Ludovic al Austriei (13 decembrie 1784 – 21 decembrie 1864), al optulea fiu al împăratului Leopold al II-lea; feldmareșal al Austriei; șeful Conferinței de Stat (Regența) pentru împăratul Ferdinand

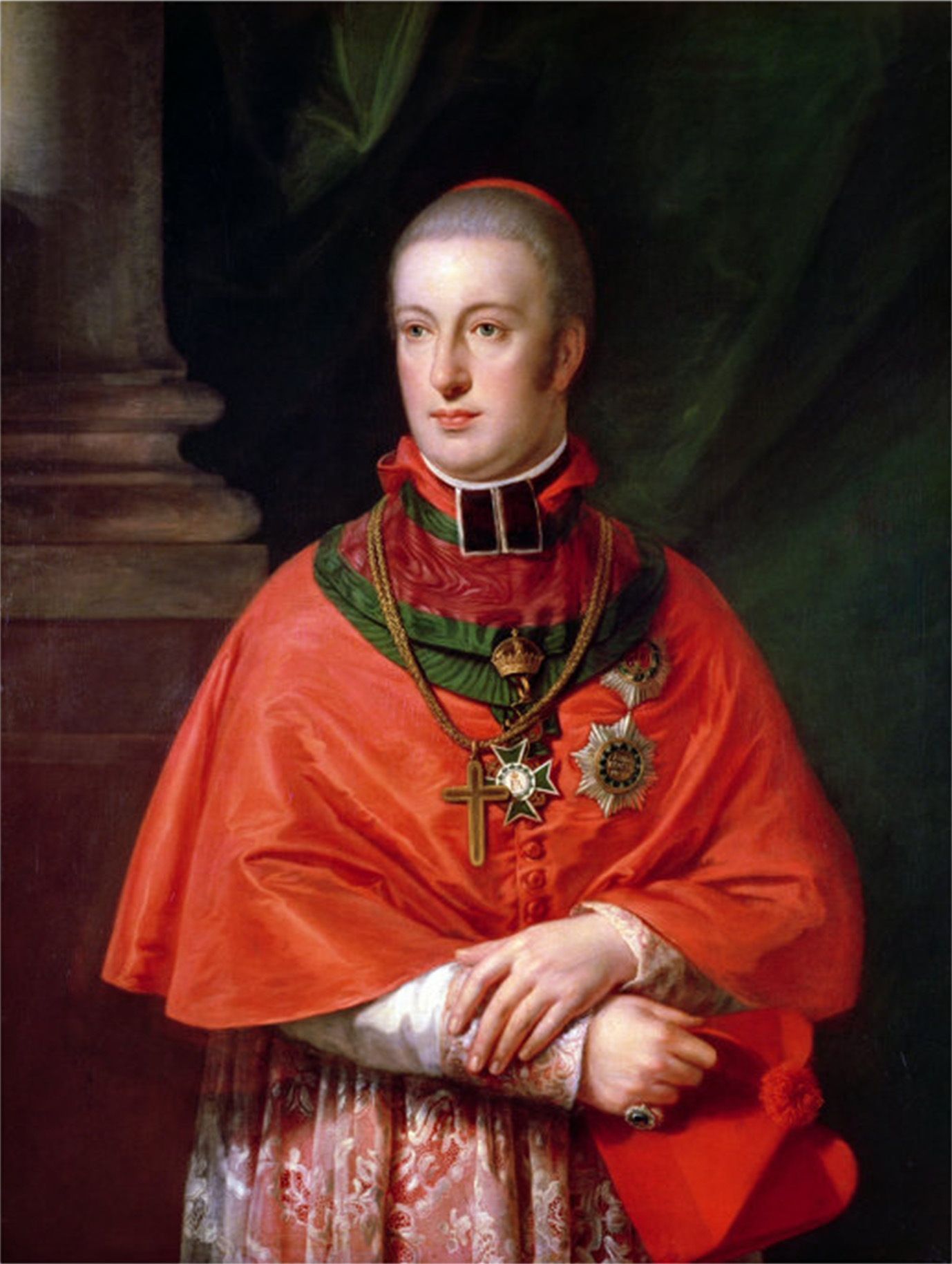
Cardinalul Rudolf, arhiduce al Austriei, purtând o variantă a însemnelor Marii Cruci pe veșmintele sale clericale

- Arhiducele Rudolf al Austriei (8 ianuarie 1788 – 24 iulie 1831), al nouălea fiu al împăratului Leopold al II-lea; arhiepiscop de Olomouc; cardinal al Bisericii Catolice din 4 iunie 1819
- Feldmareșalul Karl Phillip Fürst zu Schwarzenberg (18 aprilie 1771 – 15 octombrie 1820), feldmareșal al Austriei și comandant suprem al Marii Armate a Boemiei în timpul Războaielor Napoleoniene.
- Feldmareșalul Alfred Fürst zu Windisch-Graetz (11 mai 1787 – 21 martie 1862), feldmareșal al Austriei și comandant-șef al armatei austriece în timpul Revoluției Maghiare din 1848-1849
- Feldmareșalul Heinrich Hermann Josef Freiherr von Heß (1788 – 1870), feldmareșal al Austriei și șef de personal al împăratului Franz Josef
- Friedrich Ferdinand graf von Beust (13 ianuarie 1809 – 24 octombrie 1886), ministru al afacerilor externe al Regatului Saxonia, ulterior consilier particular al lui Franz Josef, după ce l-a asistat în obținerea tronului Ungariei;
- Arhiducele Albert, Duce de Teschen (3 august 1817 – 2 februarie 1895), fiul arhiducelui Carol; feldmareșal al Austriei; guvernator al Ungariei
- Arhiducele Francisc Carol al Austriei (7 decembrie 1802 – 8 martie 1878), al doilea fiu al împăratului Francisc I și fratele mai mic al împăratului Ferdinand; membru al Conferinței de Stat (Regența) pentru fratele său mai mare, împăratul Ferdinand; tatăl împăratului Franz Josef al Austro-Ungariei și al împăratul Maximilian al Mexicului

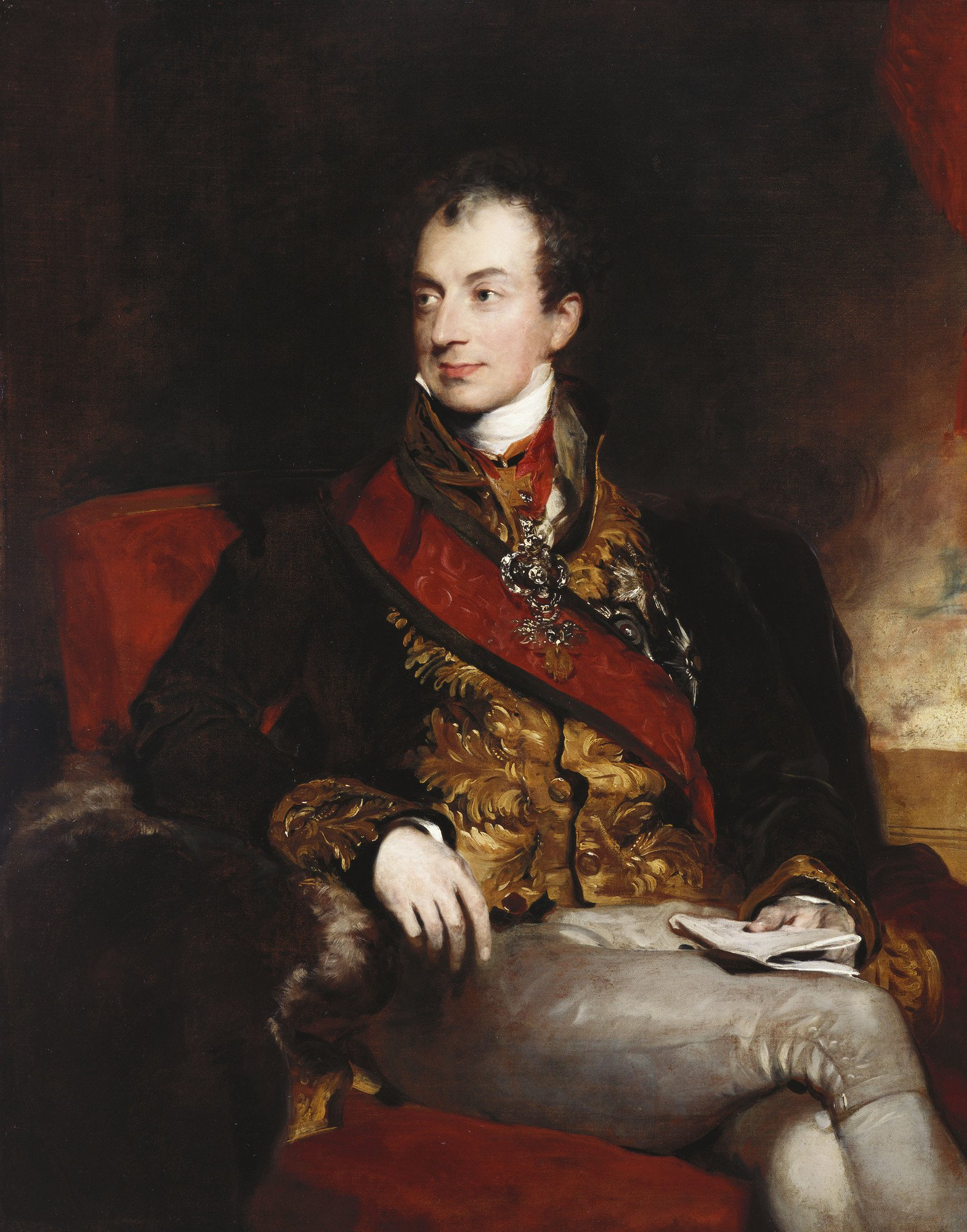
Prințul Metternich, ministru de stat, purtând eșarfa și steaua Marii Cruci a ordinului pe uniforma sa. Portret de Sir Thomas Lawrence

- Prințul Klemens Wenzel von Metternich (15 mai 1773 – 11 iunie 1859), ministru de stat, om politic și diplomat
- Napoleon al II-lea al Franței (20 martie 1811 – 22 iulie 1832), rege al Romei, împărat titular al francezilor și duce de Reichstadt; fiul împăratului Napoleon Bonaparte al francezilor și al celei de-a doua soții a lui, arhiducesa Maria-Luiza a Austriei
- Contele Alfred Josef Potocki (1817 – 15 mai 1889), membru al Casei Magnaților Austrieci și al Dietei Galiției; vicerege al Galiției, ministru-președinte (prim-ministru) al Austriei, 1870 – 1871
- Franjo (Francis) Haller de Hallerkeö (1796 – 1875), „ban” (vicerege) al Croației, 16 iunie 1842 – 1845
- Contele Gyula Andrássy de Csíkszentkirály et Krasznahorka (în maghiară: csíkszentkirályi és krasznahorkai gróf Andrássy Gyula) (3 martie 1823 – 18 februarie 1890), om politic și diplomat maghiar; primul premier constituțional al Ungariei
- Împăratul Maximilian al Mexicului (6 iulie 1832 – 19 iunie 1867), arhiduce al Austriei și prinț al Ungariei și Boemiei; al doilea fiu al arhiducelui Franz Karl; frate al împăratului Franz Josef I al Austro-Ungariei
- Arhiducele Joseph Karl de Austria (2 martie 1833 – 13 iunie 1905), al doilea fiu al arhiducelui Joseph (palatin al Ungariei); General der Kavalerie în Armata Austro-Ungară (K.u.K.)
- Arhiducele Carol Ludovic al Austriei (30 iulie 1833 – 19 mai 1896), al treilea fiu al arhiducelui Franz Karl; frate al împăratului Franz Josef al Austro-Ungariei și al împăratului Maximilian al Mexicului; tatăl arhiducelui Franz Ferdinand; bunicul împăratului Carol I al Austro-Ungariei
- Feldmareșalul Alexander von Krobatin (1849 – 1933); feldmareșal al Austro-Ungariei
- Feldmareșalul Hermann Kövess von Kövessháza (1854 – 1924); feldmareșal al Austro-Ungariei; învestit cu Marea Cruce a Ordinului Regal Maghiar al Sf. Ștefan la 26 martie 1918
- Feldmareșalul Eduard von Böhm-Ermolli (12 februarie 1856 – 9 decembrie 1941), feldmareșal al Austro-Ungariei; general de armată onorific al Cehoslovaciei, 1928; Generalfeldmarschall onorific al Germaniei, 1938
- Arhiducele Friedrich, Duce de Teschen (4 iunie 1856 – 30 decembrie 1936), fiul cel mare al arhiducelui Karl Ferdinand; feldmareșal al Austriei și comandant suprem al Armatei K.u.K.; finul și moștenitorul arhiducelui Albrecht, Duce de Teschen; fratele feldmareșalului arhiduce Eugen; învestit cu Marea Cruce a Ordinului Regal Maghiar al Sf. Ștefan la 1 mai 1894

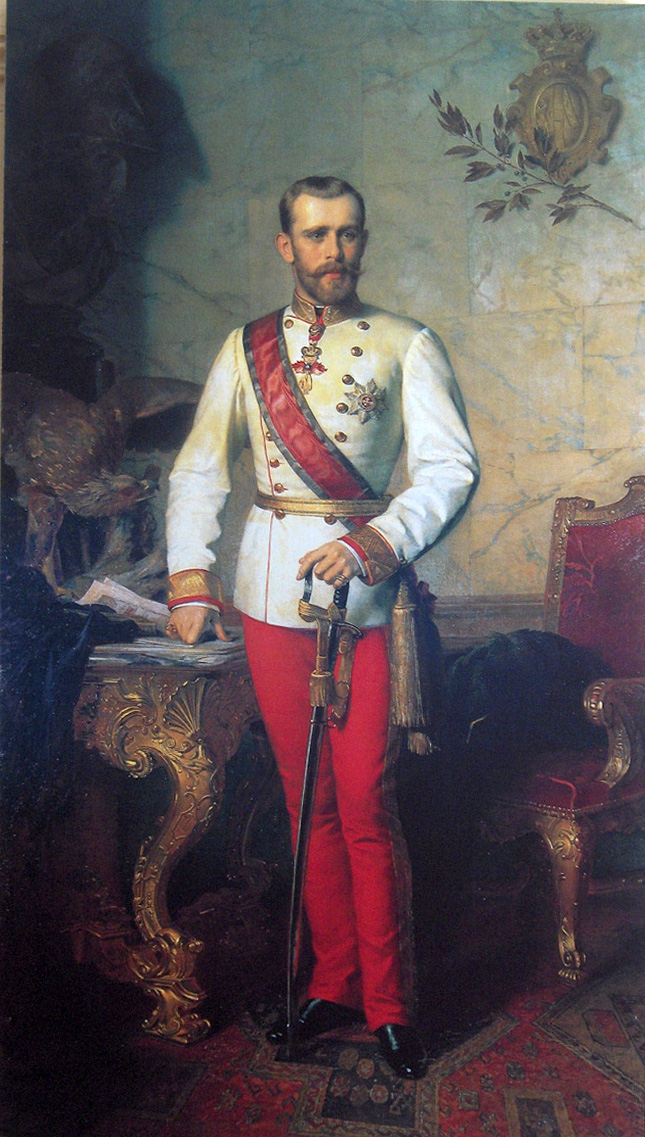
Prințul moștenitor Rudolf, purtând eșarfa și steaua Marii Cruci a ordinului pe uniforma sa de general al Armatei Austriece

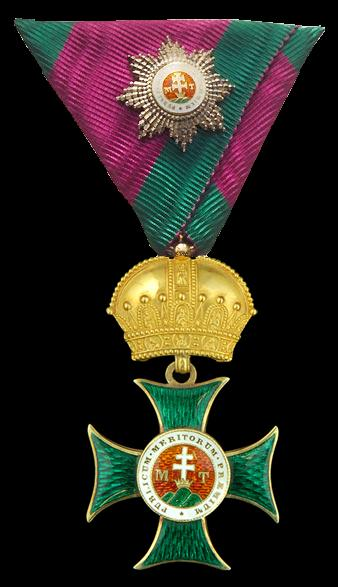
„Kleine decoration” a Marii Cruce purtată pe panglica crucii de cavaler. Această purtare a fost autorizată pentru uniformele de serviciu în locul eșarfei sau stelei de pe piept

- Prințul moștenitor Rudolf (21 august 1858 – 30 ianuarie 1889), arhiduce al Austriei și prinț moștenitor al Ungariei
- Arhiducele Eugen al Austriei (21 mai 1863 – 30 decembrie 1954), al treilea și cel mai tânăr fiu al arhiducelui Karl Ferdinand; feldmareșal al Austro-Ungariei; învestit cu Marea Cruce a Ordinului Regal Maghiar al Sf. Ștefan la 30 martie 1911; ultimul mare maestru habsburgic al Ordinului Teutonic (1894 – 1923)
- Arhiducele Leopold Salvator al Austriei (15 octombrie 1863 – 4 septembrie 1931), nepotul lui Ferdinand al IV-lea, mare duce de Toscana; general-colonel și inspector general al artileriei în Armata Austro-Ungară (K u.K.)
- Arhiducele Franz Ferdinand de Austria-Este (18 decembrie 1863 – 28 iunie 1914), fiul cel mai mare al arhiducelui Carl Ludwig; succesorul lui Francisc al V-lea, duce de Modena; moștenitorul împăratului Franz Josef al Austro-Ungariei; unchiul împăratului Carol I al Austro-Ungariei
- Arhiducele Otto Franz al Austriei (21 aprilie 1865 – 1 noiembrie 1906), al doilea fiu al arhiducelui Carl Ludwig; fratele arhiducelui Franz Ferdinand; tatăl împăratului Carol I al Austro-Ungariei
- Contele István Tisza de Borosjenő et Szeged (22 aprilie 1861 – 31 octombrie 1918), prim-ministru al Ungariei (1903 – 1905 și 1913 – 1917)
- Generaloberst Friedrich Graf von Beck-Rzikowsky (21 martie 1830 – 9 februarie 1920), președinte al Cancelariei Militare, general adjutant al împăratului și șeful Statului Major General
- General der Kavalrie Alexander Graf von Üxküll-Gyllenband (2 octombrie 1836 – 13 iulie 1915), consilier privat și membru pe viață al Camerei Magnaților; învestit cu Marea Cruce a Ordinului Regal Maghiar al Sfântului Ștefan la 12 august 1907
- Prințul Ladislaus Batthyány-Strattmann (28 octombrie 1870 – 22 ianuarie 1931), nobil prin naștere, medic prin educație; și-a dedicat viața îngrijirii gratuite a țăranilor și este amintit ca „Medicul Săracilor”, membru al Camerei Superioare din 1915; învestit cu Ordinul Lâna de Aur, cu Ordinul Regal Maghiar al Sfântului Ștefan și cu Ordinul Papal Pintenul de Aur în 1915; beatificat („Fericitul László”) de papa Ioan Paul al II-lea în 2003
- Generaloberst Karl Freiherr von Pflanzer-Baltin (1855 – 1925), comandant al Armatei a 7-a (K.u.K.), șeful de stat major al Corpului 11 și inspector general al cavaleriei și mai târziu al infanteriei; învestit cu Marea Cruce a Ordinului Regal Maghiar al Sfântului Ștefan la 25 august 1918
- Generaloberst Eduard Graf von Paar (12 mai 1837 – 1 februarie 1919), general adjutant al împăratului
- Generaloberst Arthur frhr von Bolfas (16 aprilie 1838 – 9 decembrie 1922), șef al statului major al Corpului 14, șef al Cancelariei Militare și general adjutant al împăratului
- Arhiducele Joseph August de Austria (9 august 1872 – 6 iulie 1962), fiul arhiducelui Joseph Karl; feldmareșal al Austro-Ungariei; a susținut că i-a fost acordat (de către împăratul Carol I) o decorație de război în grad de Mare Cruce în octombrie 1918
- Géza Baron Fejérváry de Komlós-Keresztes (1833 – 1914), general maghiar și prim-ministru al Ungariei (1903 – 1907); învestit cu Ordinul Regal Maghiar al Sfântului Ștefan în rang de cavaler (1875), cavaler comandor (1882) și Mare Cruce (1901).
- Viceamiralul Miklós Horthy von Nagybánya (18 iunie 1868 – 9 februarie 1957), viceamiral al Marinei Austro-Ungare (K.u.K.), comandantul-șef al Flotei Imperiale și regent al Ungariei.

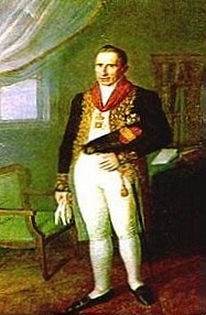
Giustino Fortunato, prim-ministru al Regatului celor Două Sicilii

- Regele Ernest Augustus de Hanovra (5 iunie 1771 – 18 noiembrie 1851), rege de Hanovra & duce de Cumberland, al cincilea fiu al regelui George al III-lea al Marii Britanii, învestit în timpul unei vizite diplomatice a prințului Metternich
- Giustino Fortunato (20 august 1777 – 22 august 1862), prim-ministru al Regatului celor Două Sicilii (1849 – 1852), învestit în 1850
- George al V-lea de Hanovra (27 mai 1819 – 12 iunie 1878), învestit în timp ce era prinț moștenitor în timpul unei vizite diplomatice a prințului Metternich
- Sir George Hamilton-Gordon, al 4-lea conte de Aberdeen (28 ianuarie 1784 – 14 decembrie 1860), prim-ministru al Regatului Unit (1852 – 1855)
- Wilhelm I (22 martie 1797 – 9 martie 1888), rege al Prusiei și împărat german
- Friedrich al III-lea (18 octombrie 1831 – 15 iunie 1888), rege al Prusiei și împărat german, învestit în timp ce era prinț moștenitor
- Eduard al VII-lea al Regatului Unit (9 noiembrie 1841 – 6 mai 1910), rege al Regatului Unit al Marii Britanii (1901 – 1910); învestit cu Marea Cruce a Ordinului Regal Maghiar al Sf. Ștefan la 13 iunie 1867
- Chulalongkorn, regele Siamului (1868 – 1910), învestit cu Marea Cruce a Ordinului Regal Maghiar al Sf. Ștefan în 1869
- Wilhelm al II-lea (27 ianuarie 1859 – 5 iunie 1941), rege al Prusiei și împărat german (1888 – 1918); învestit cu Marea Cruce a Ordinului Regal Maghiar al Sf. Ștefan în 1872
- Alfred, Duce de Saxa-Coburg și Gotha (1844 – 1900), duce de Edinburgh și Saxa-Coburg și Gotha; amiral al Flotei Marinei Regale Britanice; învestit cu Marea Cruce a Ordinului Regal Maghiar al Sf. Ștefan în 1873
- Prințul Arthur, Duce de Connaught și Strathearn (1850 – 1942), duce de Connaught și Strathearn; feldmareșal al Armatei Britanice; învestit cu Marea Cruce a Ordinului Regal Maghiar al Sf. Ștefan în 1873
- Nicolae al II-lea al Rusiei (1868 - 1918), împărat al Rusiei (1 noiembrie 1894 – 15 martie 1917); învestit cu Marea Cruce a Ordinului Regal Maghiar al Sf. Ștefan la 6 mai 1884
- Feldzeugmeister Prințul Wilhelm de Württemberg (20 iulie 1828 – 6 noiembrie 1896), învestit la 18 octombrie 1891. Guvernator al Bosniei-Herțegovina
- Prințul Leopold al Bavariei (9 februarie 1846 – 28 septembrie 1930), fiul prințului regent Luitpold al Bavariei (1821 – 1912) și al arhiducesei Augusta a Austriei (1825 – 1864); feldmareșal (Generalfeldmarschall) al Bavariei; comandant al trupelor germane și austro-ungare de pe Frontul de Est în timpul Primului Război Mondial
- Porfirio Diaz (15 septembrie 1830 – 2 iulie 1915), ales de șapte ori președinte al Mexicului, învestit cu Marea Cruce a Ordinului Regal Maghiar al Sf. Ștefan la 30 septembrie 1901
- Ferdinand I al Bulgariei (26 februarie 1861 – 10 septembrie 1948), țar al Bulgariei (7 iulie 1887 – 3 octombrie 1918)
- Alfonso al XIII-lea al Spaniei (17 mai 1886 – 28 februarie 1941), rege al Spaniei (17 mai 1886 – 14 aprilie 1931)
- George al V-lea al Regatului Unit (3 iunie 1865 – 20 ianuarie 1936), rege al Marii Britanii (6 mai 1910 – 20 ianuarie 1936); învestit cu Marea Cruce a Ordinului Regal Maghiar al Sf. Ștefan în 1902
- Großadmiral Alfred von Tirpitz (19 martie 1849 – 6 martie 1930), mare amiral și secretarul de stat al Oficiului Naval Imperial al Marinei Imperiale Germane în timpul Primului Război Mondial; învestit cu Marea Cruce a Ordinului Regal Maghiar al Sf. Ștefan la 30 august 1911
- Gennaro Granito Pignatelli di Belmonte (10 aprilie 1851 – 16 februarie 1948), cardinal italian al Sfintei Biserici Romane, nunțiul apostolic în Austro-Ungaria (1904 – 1911), decanul Sfântului Colegiu al Cardinalilor, mai târziu mare prior al Romei al Ordinului Suveran Militar de Malta; învestit cu Marea Cruce a Ordinului Regal Maghiar al Sf. Ștefan la 30 august 1911
- William John Arthur Charles James Cavendish-Bentinck, al 6-lea Duce de Portland (28 decembrie 1857 - 26 aprilie 1943)[4]
- Generalfeldmarschall August von Mackensen (6 decembrie 1849 – 8 noiembrie 1945), feldmareșal prusac
- Mindaugas al II-lea al Lituaniei (Wilhelm Karl Florestan Gero Crescentius von Württemberg, prinț de Urach, conte de Württemberg; 30 mai 1864 – 24 martie 1928), al 3-lea duce de Urach; regele ales, dar neîncoronat al Lituaniei (11 iulie – 2 noiembrie 1918); învestit în 1917
- Zog I al Albaniei (Ahmet Muhtar Bej Zogolli, mai târziu Zogu) (8 octombrie 1895 – 9 aprilie 1961), prim-ministru (1922-1924) și președinte al Albaniei (21 ianuarie 1926 – 1 septembrie 1928), rege al albanezilor (9 septembrie 1928 - 7 aprilie 1939)[5]
- Pedro al II-lea al Braziliei (2 decembrie 1825 – 5 decembrie 1891), împărat al Imperiului Braziliei (7 aprilie 1831 – 15 iunie 1889)[6]

### Cavaleri comandori

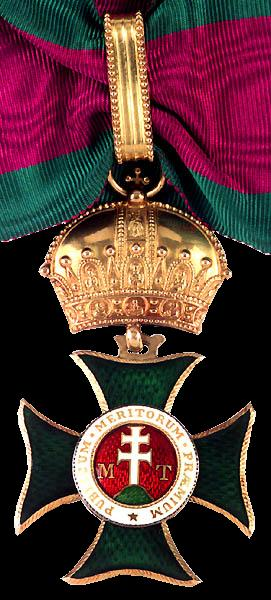
Crucea de comandor a Ordinului Regal Maghiar al Sfântului Ștefan

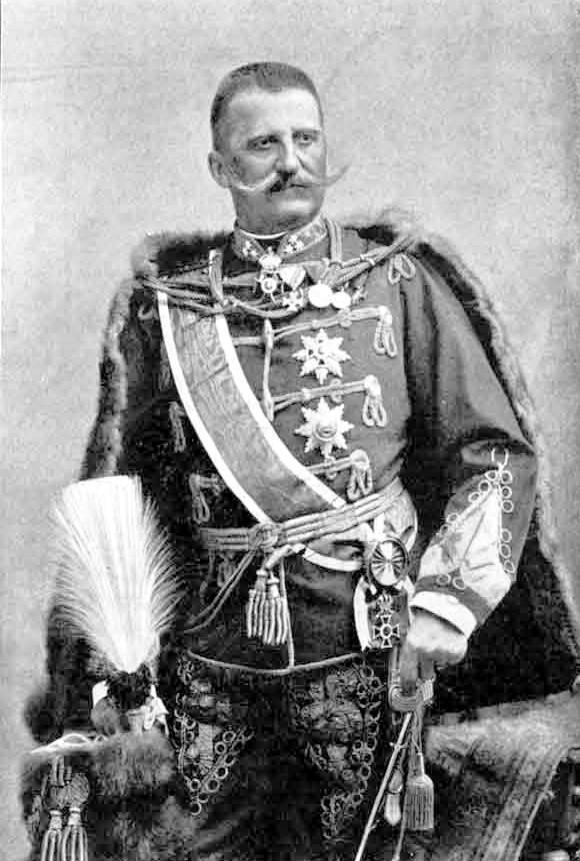
Gen. Géza Fejérváry, viitor prim-ministru al Ungariei (și cavaler al Marii Cruci), purtând crucea de cavaler comandor la gât, aprox. 1894

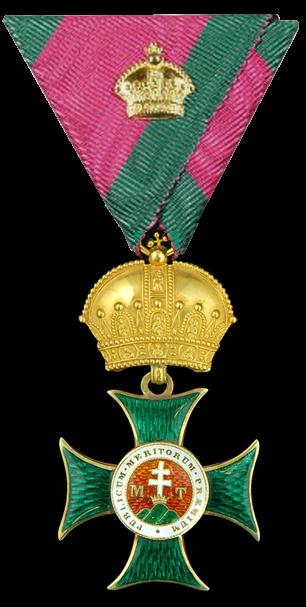
Însemnul de cavaler comandor al Ordinului Regal Maghiar al Sfântului Ștefan. Purtarea micii decorații a crucii de cavaler a ordinului a fost autorizată în timpul Primului Război Mondial pentru cei care preferau să poarte decorația pe piept, în loc să o poarte suspendată la gât.

- Johann Karl Chotek, conte de Chotkov și Wognin (1704 – 1787), om de stat și cancelar al Boemiei; Feldzeugmeister; învestit cu crucea de cavaler comandor la fondarea Ordinului în 1764; mai târziu învestit cu Marea Cruce (1765)
- Leopold Stephen Graf Pálffy (n. 1716), învestit cu crucea de cavaler comandor la fondarea Ordinului în 1764; mai târziu învestit cu Marea Cruce (1765)
- Heinrich Kajetan Graf Blumegen (1715 – 1788), Landeshauptleute al Boemiei; învestit cu crucea de cavaler comandor la fondarea Ordinului în 1764; mai târziu învestit cu Marea Cruce (1765)
- Johann Vencel Graf Paar, învestit cu crucea de cavaler comandor la fondarea Ordinului în 1764; mai târziu învestit cu Marea Cruce (1765)
- Fetete Georgy Graf Galanthai (1741 – 1803), învestit cu crucea de cavaler comandor la fondarea Ordinului în 1764
- Ludwig Friedrich Riechsgraf von Zinzendorf und Pottendorf (1721–1780), învestit cu crucea de cavaler comandor la fondarea Ordinului în 1764
- Johann Amadeus Franz de Paula Baron von Thugut (24 mai 1733 – 28 mai 1818), diplomat austriac (1769 – 1793); ministrul de externe al Austriei (1793–1800)
- Contele Charles Emerick Alexander von Rewischny (Rewitzky) (1737–1793), diplomat maghiar
- Miklós (Nicolae) grof Vay (1802–1894), membru al Consiliului de stat maghiar și al Parlamentului ungar; a investit drept Cavaler Comandor, 1846.
- Ferenc (Francisc) grof Haller, ban al Croației, învestit cu crucea de cavaler comandor la fondarea Ordinului în 1847
- Feldzeugmeister Franz graf Gyulay (1798–1868), ministrul austriac de război; învestit cu crucea de cavaler comandor în 1848
- Cardinalul János Scitovszky (1785–1866), episcop de Rozsnyó și Pécs; cardinal (din 1853); învestit cu crucea de cavaler comandor în 1849
- Cardinalul Juraj Haulik (1788–1869), arhiepiscop de Zagreb și ban al Croației; învestit cu crucea de cavaler comandor în 1849
- Ferenc (Francisc) grof Zichy (1811–1900), secretar de stat pentru comerț în 1848, și mai târziu ambasador al Austro-Ungariei la Constantinopol; învestit cu crucea de cavaler comandor în 1849
- Imre Batthyány (1781–1874), jurist și lord locotenent al Letoniei; învestit cu crucea de cavaler comandor în 1861
- Stephen Melczer (1810–1896), membru al Consiliul de stat și Casei Magnaților din Ungaria; învestit cu crucea de cavaler comandor în 1867.
- Baronul Levin Rauch de Nyék (1819-1890), vicerege al Croației-Slavonia și al Regatului Croația-Slavonia timp de patru ani (1867-1871); învestit cu crucea de cavaler comandor în 1869.
- Joseph Szlávy (1818-1900), prim-ministru al Ungariei și mai târziu președinte al Casei Magnaților; învestit cu crucea de cavaler comandor în 1869.
- Baronul Béla Orczy, ministru al apărării și ministru de interne; învestit cu crucea de cavaler comandor în 1873.
- Feldzeugmeister Franz von Uchatius (1811–1881), expert artilerist și membru al Academiei Vieneze de Științe; învestit cu crucea de cavaler comandor în 1875.
- Károly Csemegi (1826 – 1899), judecător și jurist maghiar; a avut un rol esențial în elaborarea primului cod penal al Ungariei (1878); primul judecător președinte al Curții Supreme de Justiție a Ungariei; învestit cu crucea de cavaler comandor în 1878.
- Sándor Matlekovits (1842 – 1925), economist maghiar și autor al mai multor tratate privind politica comercială în cadrul Imperiului Austro-Ungar; învestit cu crucea de cavaler comandor în 1885.
- Ferenc Beniczky, aristocrat maghiar și intendent al Academiei de Muzică din Budapesta și al Operei din Budapesta, din 1888; învestit cu crucea de cavaler comandor în 1890.
- Alajos Daruváry (1826 – 1912), politician, membru al ambelor camere ale Parlamentului Maghiar, vicepreședinte (1898 – 1900); învestit cu crucea de cavaler comandor în 1892.
- Generaloberst Artur von Bolfras (1838–1922), președinte al Cancelariei Militare și general adjutant al lui Franz Josef I (1889 – 1917); învestit cu crucea de cavaler comandor în 1892.
- dr. Heinrich Wittek (1844–1930), politician austriac: director general al Ministerului de Comerț (1886–1897), ministru al căilor ferate (1897 – 1905); învestit cu crucea de cavaler comandor în 1893.
- Andor Semsey (1833–1923), naturalist și geolog maghiar; viitor membru al Parlamentului Ungar; învestit cu crucea de cavaler comandor în 1896.
- Dr. Miksa Falk, profesor de limba maghiară a împăratului Franz Josef I și strămoș al actorului Peter Falk; învestit cu crucea de cavaler comandor în 1898.
- Feldzeugmeister Oskar Potiorek (1853-1931), comandantul Corpului III (1897); viitor inspector general al Armatei K.u.K. (1911 - 1913), guvernator militar al Bosniei-Herțegovina (1912 - 1914) și comandantul Armatei a 6-a (1914) ; învestit cu crucea de cavaler comandor în 1906.
- Baronul Guenther Heinrich von Berg (1765–1843), om de stat german, învestit cu crucea de cavaler comandor la 9 iunie 1820.

### Cavaleri

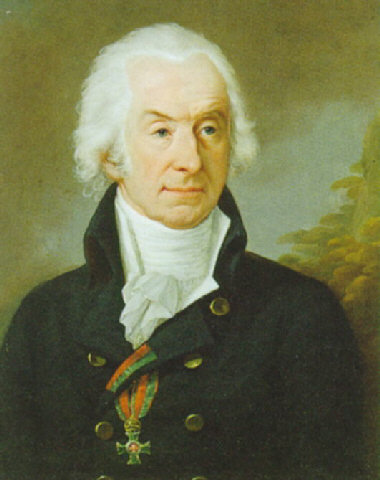
Franz, baron von Zeiller, purtând crucea de cavaler al Ordinului Regal Maghiar al Sfântului Ștefan. Portret de Anton Siegl

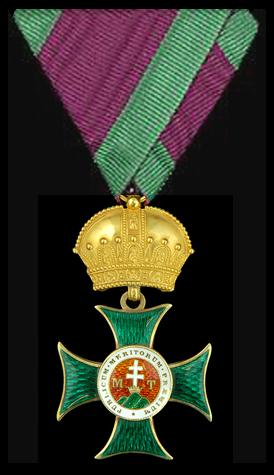
Crucea de cavaler a Ordinului Regală Maghiar al Sfântului Ștefan

- Johann Christoph frhr von Bartenstein (1689 – 1767), om de Stat și Consilier de stat la Karl VI, responsabil pentru obținerea succesiune de Maria Tereza la tron, tutore personal / educator de Josef II; Director al Casei Arhive; învestit cu crucea de cavaler la fondarea Ordinului în 1764
- Johann Anton Graf Pergen (1725 – 1814), învestit cu crucea de cavaler la fondarea Ordinului în 1764
- Friedrich frhr von Binder, învestit cu crucea de cavaler la fondarea Ordinului în 1764; învestit mai târziu cavaler comandor (1765)
- Koller Ferenc Nagymányai, învestit cu crucea de cavaler la fondarea Ordinului în 1764; învestit mai târziu cavaler comandor (1765)
- Franz Anton Felix Edler von Zeiller (14 ianuarie 1751 – 23 august 1828), curtea regal și imperial; jurist, savant, teoretician și filozof, membru al Academiei; învestit cu crucea de cavaler al ordinului în 1810
- Feldzeugmeister Joseph frhr Philippovic von Philippsberg (30 aprilie 1818 – 6 august 1889), comandant al Armatei a 2-a (K.u.K.) și veteran al campaniilor din Croația, Prusia, Bosnia și Herțegovina; învestit cu crucea de cavaler al ordinului la 24 noiembrie 1864
- General der Kavallerie Arthur frhr von Gieslingen (19 iunie 1857 – 3 decembrie 1935), membru al Statului Major General, comandant al Academiei Militare Tereziene, comandant de divizie în timpul Primului Război Mondial și membru al Consiliului Privat; învestit cu crucea de cavaler al ordinului la 12 martie 1909
- Feldmarschalleutnant Rudolph Schamshula, membru al Statului Major General, șef al Biroului de Comunicații și viitor comandant al Diviziei 52 Infanterie în timpul Primului Război Mondial, învestit cu crucea de cavaler al ordinului în 1918
- Oberst Ludwig von Sündermann, șeful statului major al Corpului VIII în timpul Primului Război Mondial, învestit cu crucea de cavaler al ordinului în 1918
- Generalmajor Johann Straub von Burgauhof (14 noiembrie 1866 – 18 octombrie 1929), membru al Statului Major General; șef și comandant al Căilor Ferate Militare; învestit cu crucea de cavaler al ordinului în 1918
- Generalmajor Josef von Ritter Paić (26 septembrie 1867 – 21 aprilie 1933), învestit cu crucea de cavaler al ordinului în 1918
- Feldmarschalleutnant Árpád Kiss von Nagy-Sittke (10 septembrie 1859 – 6 martie 1921), învestit cu crucea de cavaler al ordinului în 1918
- Feldmarschalleutnant Kolomann Török von Harasztos (16 octombrie 1858 – 3 iunie 1926), învestit cu crucea de cavaler al ordinului în 1918
- Generalmajor Heinrich Graf von Hoyos (4 iunie 1865 – 28 aprilie 1955), învestit cu crucea de cavaler al ordinului în 1918
- Feldmarschalleutnant Karl Andreas Aloys frhr von Bienerth (20 aprilie 1825 – 5 martie 1882), învestit cu crucea de cavaler al ordinului în 1918
- Oberst Theodor Zeynek (1873 – 1948), membru al Statului Major General; învestit cu crucea de cavaler al ordinului în 1918
- Maiorul Rudolf Kundmann, membru al Statului Major General; adjutant al șefului de stat major Hötzendorf; a ținut un jurnal despre anii în care a lucrat în Statul Major General; învestit cu crucea de cavaler al ordinului în 1918
- Generalmajor Anton Hellebronth von Tiszabeö (n. 20 decembrie 1858), învestit cu crucea de cavaler al ordinului în 1918

## Ordinul Regal Maghiar al Sfântului Ștefan -Regatul Ungariei (1920-1946)
După dizolvarea Austro-Ungariei, Ungaria și Austria nu au putut încheia un acord juridic privind drepturile de acordare a ordinului. Baza discuției a fost calitatea Mariei Tereza ca fondatoare a ordinului: suveran al Ungariei, suveran al Austriei sau împărăteasă a Sfântului Imperiu Roman. În 1938, când Austria a încetat să mai existe ca stat succesor de jure al Austro-Ungariei și a devenit parte a Germaniei, Horthy a emis la 4 noiembrie 1938 un act adițional la statutul Ordinului care a susținut că atâta timp cât conducerea regatului este deținută de regent, el exercită, de asemenea, atribuțiile marelui maestru al ordinului.

### Cavaleri ai Marii Cruci
- Contele Pál Teleki de Szék (1879 – 1941), prim-ministru al Ungariei și cercetaș șef al Asociației Cercetașilor Maghiari, învestit în 1940

- Hermann Göring, Reichsmarschall al Germaniei Naziste

- Joachim von Ribbentrop, ministrul afacerilor externe al Germaniei Naziste

- Galeazzo Ciano, ministrul afacerilor externe al Italiei

- Jusztinián György Serédi (1884 – 1945), cardinal al Ungariei, învestit în 1944

### Cavaleri comandori
- István Uray, șeful de cabinet al regentului, învestit în 1943

## Ordinul Maghiar al Sfântului Ștefan -Ungaria(din 2011)
După reinstituirea ordinului în 2011, au fost învestite următoarele persoane:

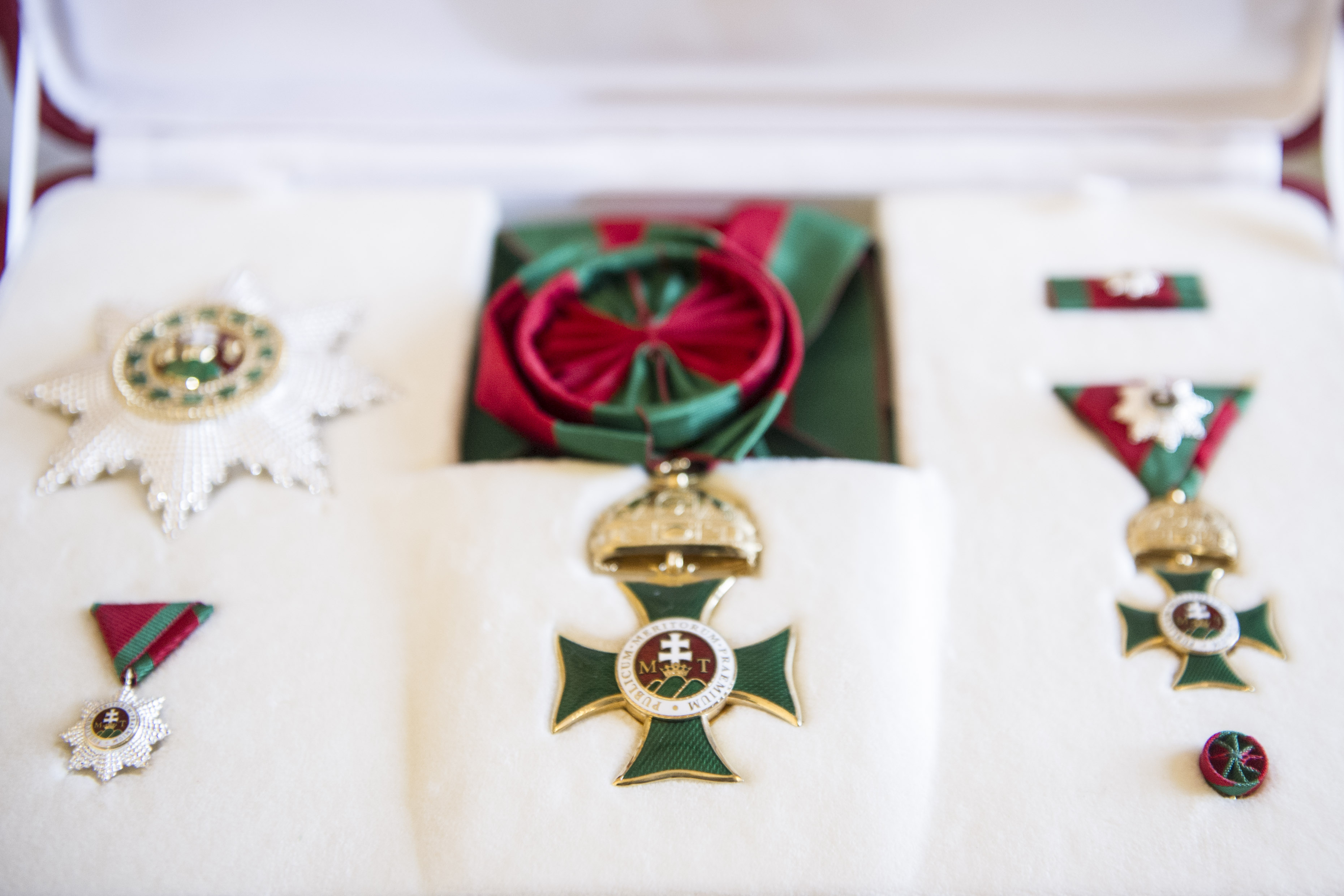
Însemnele pentru bărbați ale Ordinului Sfântului Ștefan al Ungariei

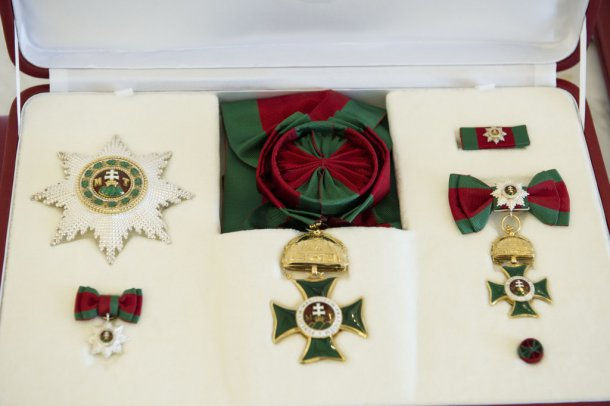
Însemnele pentru femei ale Ordinului Sfântului Ștefan al Ungariei

- János Áder (n. 9 mai 1959), președinte al Ungariei. Potrivit legii CCII/2011 și a Constituției Ungariei președintele Ungariei primește automat Marea Cruce a Ordinului Sfântului Ștefan.
- Krisztina Egerszegi (n. 16 august 1974), înotătoare maghiară deținătoare de record mondial și una dintre cele mai mari campioane olimpice maghiare din epoca modernă. Ea a participat la trei jocuri olimpice (1988, 1992 și 1996) și este cvintuplă campioană olimpică. A fost învestită în 2013.
- Alexandre Lamfalussy (26 aprilie 1929 – 9 mai 2015), economist și bancher belgian de origine maghiară. A fost învestit în 2013.
- Imre Kertész (9 noiembrie 1929 - 31 martie 2016), scriitor maghiar, supraviețuitor al unui lagăr de concentrare din perioada Holocaustului, laureat în 2002 cu Premiul Nobel pentru Literatură. A fost învestit în 2014.[7]
- Ernő Rubik (n. 13 iulie 1944), inventator maghiar, arhitect și profesor de arhitectură. El este cel mai bine cunoscut pentru inventarea de puzzle-uri mecanice, inclusiv Cubul Rubik (1974), Rubik's Magic, Rubik's Magic: Master Edition și Rubik's Snake. A fost învestit în 2014.[8]
- Judit Polgár (n. 23 noiembrie 1976), mare maestră maghiară de șah. Este considerată în general cea mai mare jucătoare de șah din istorie. A fost învestită în 2015.
- Peter Eötvös (n. 2 ianuarie 1944), compozitor și dirijor maghiar. A fost învestit în 2015.[9]
- Éva Marton (n. 18 iunie 1943), soprană dramatică maghiară, cunoscută în special pentru interpretarea rolurilor titulare din operele Turandot și Tosca ale lui Puccini și a altor roluri din operele wagneriene. A fost învestită în 2016.[10]
- Ádám Makkai (n. 16 decembrie 1935), dublu laureat al Premiului Kossuth, poet, lingvist și traducător maghiar, profesor emerit al Universității din Illinois. A fost învestit în 2016.
- Primatul Péter Erdő (n. 25 iunie 1952), cardinal maghiar, arhiepiscop romano-catolic de Esztergom-Budapesta, profesor și fost rector al Universității Catolice „Pázmány Péter” din Budapesta. A fost învestit în 2017.[11]
- Tamás Vásáry (n. 11 august 1933), pianist și dirijor maghiar. A fost directorul artistic al Royal Northern Sinfonia în perioada 1979-1982, împărțind postul cu Iván Fischer. Ulterior, el a fost dirijor principal al Bournemouth Sinfonietta în perioada 1989-1997. Între 1993 și 2004 a fost dirijor principal al Orchestrei Simfonice Radiofonice Maghiare. A fost învestit în 2017.
- Paul Demeny (n. 24 decembrie 1932), demograf maghiar. El a inventat conceptul de sistem de votare Demeny. A fost învestit în 2018.[12]

## Legături externe
Materiale media legate de Ordinul Sfântul Ștefan al Ungariei la Wikimedia Commons
- 2011 CCII law from njt.hu